# تيديزوليد
تيديزوليد (Tedizolid)، الذي يباع تحت الإسم التجاري سيفكسترو (Sivextro)، هو مضاد حيوي يستخدم لعلاج عدوى الجلد و بنية الجلد بما في ذلك التهاب النسيج الخلوي و خراجات الجلد.   و يشمل ذلك الحالات الناجمة عن المكورات العنقودية الذهبية المقاومة للميثيسيلين (MRSA).  و يؤخذ عن طريق الفم أو عن طريق الحقن التدريجي في الوريد. 
تشمل الآثار الجانبية الشائعة لهذا العقار على: الغثيان و الصداع و الإسهال و القيء.  إضافة إلى ذلك، قد تشمل الآثار الجانبية الأخرى عدوى المطثية العسيرة.  أما السلامة أثناء الحمل و الرضاعة الطبيعية فغير واضحة.  إنه ينتمي إلى فئة الأدوية أوكسازوليدينون و يعمل عن طريق منع البكتيريا من إنتاج البروتين. 
تمت الموافقة عليه للاستخدام الطبي في الولايات المتحدة في عام 2014 و في كندا و أوروبا في عام 2015.    و هو مدرج في قائمة منظمة الصحة العالمية للأدوية الأساسية كبديل للينزوليد.  في الولايات المتحدة، تبلغ تكلفة دورة العلاج لمدة 6 أيام حوالي 2300 دولار أمريكي اعتبارًا من عام 2021.  يكلف هذا المقدار في المملكة المتحدة هيئة الخدمات الصحية الوطنية حوالي 862 جنيهًا إسترلينيًا. 